# Guajak
Guajak (Guaiacum) bezeichnet eine Gattung der Familie der Jochblattgewächse (Zygophyllaceae). Sie enthält sechs bis acht Baum-Arten aus dem tropischen und subtropischen Amerika. Einige liefern das Guajakharz, auch das sehr schwere Guajakholz wird genutzt.

## Beschreibung
Guaiacum-Arten sind Bäume oder Sträucher mit sehr hartem, harzreichem Holz. Die Laubblätter sind gegenständig, paarig gefiedert mit vier bis 28 sitzenden Fiederblättchen. Die Blättchen sind ganzrandig, asymmetrisch geformt und von ledriger Konsistenz. Die Nebenblätter sind klein und dreieckig.
Die Blüten stehen einzeln in den Blattachseln oder sind in zymösen Blütenständen zusammengefasst. Die Blüten sind gestielt und radiärsymmetrisch, ihre Farbe ist blau, rot, violett oder weiß. Es sind vier oder fünf Kelchblätter vorhanden, die nicht oder an der Basis miteinander verwachsen sind und früh abfallen. Die vier oder fünf genagelten Kronblätter sind ebenfalls nicht miteinander verwachsen, ihre Form ist breit verkehrt-eiförmig. Acht bis zehn Staubblätter mit pfriemlichem Staubfäden und länglichen Staubbeuteln sind vorhanden. Der oberständige und gestielte Fruchtknoten besteht aus zwei bis fünf Fruchtblättern. Es entsteht eine ledrige und bespitzte, zwei- bis fünffächrige, septizide und rippige bis geflügelte Kapselfrucht. Sie enthält in jedem Fach nur einen ovalen Samen mit einem roten Arillus.

## Arten
Es gibt sechs bis acht Arten in der Gattung der Guajak-Bäume (Guaiacum) im tropischen und wärmeren Amerika:
- Guaiacum angustifolium Engelm. – Mexiko und Texas
- Guaiacum coulteri A. Gray – Mexiko
- Guaiacum nellii (G.Navarro) Christenh. & Byng – Bolivien
- Guaiacum unijungum Brandegee – Baja California in Mexiko
- Guaiacum officinale L. – Antillen und Nordküste Südamerikas, Franzosenholzbaum oder Pockholzbaum genannt, ist ein 12 m hoher, immergrüner Baum mit ausgebreiteter Krone, gegenständigen, zwei-, selten dreijochigen Blättern, ovalen, kahlen Blättchen, langgestielten, blauen Blüten und zweifächriger Kapsel.
- Guaiacum sanctum L. – Antillen, Florida und Bahamas, mit drei- bis vierjochigen Blättern und fünffächriger Kapsel.

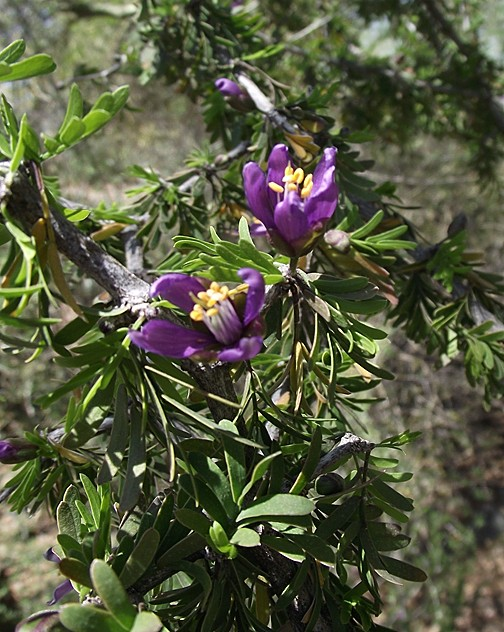
Guaiacum angustifolium

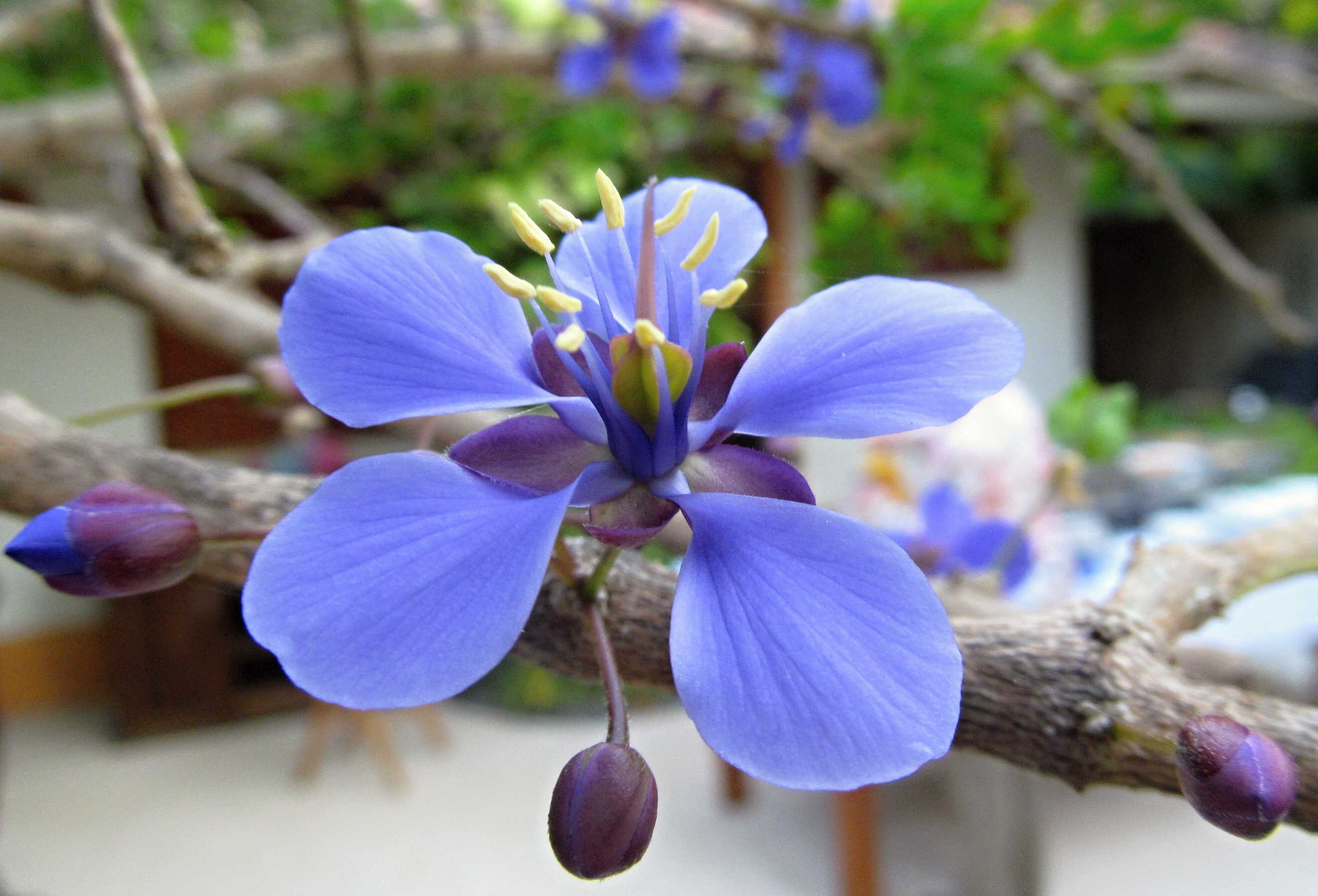
Guaiacum coulteri

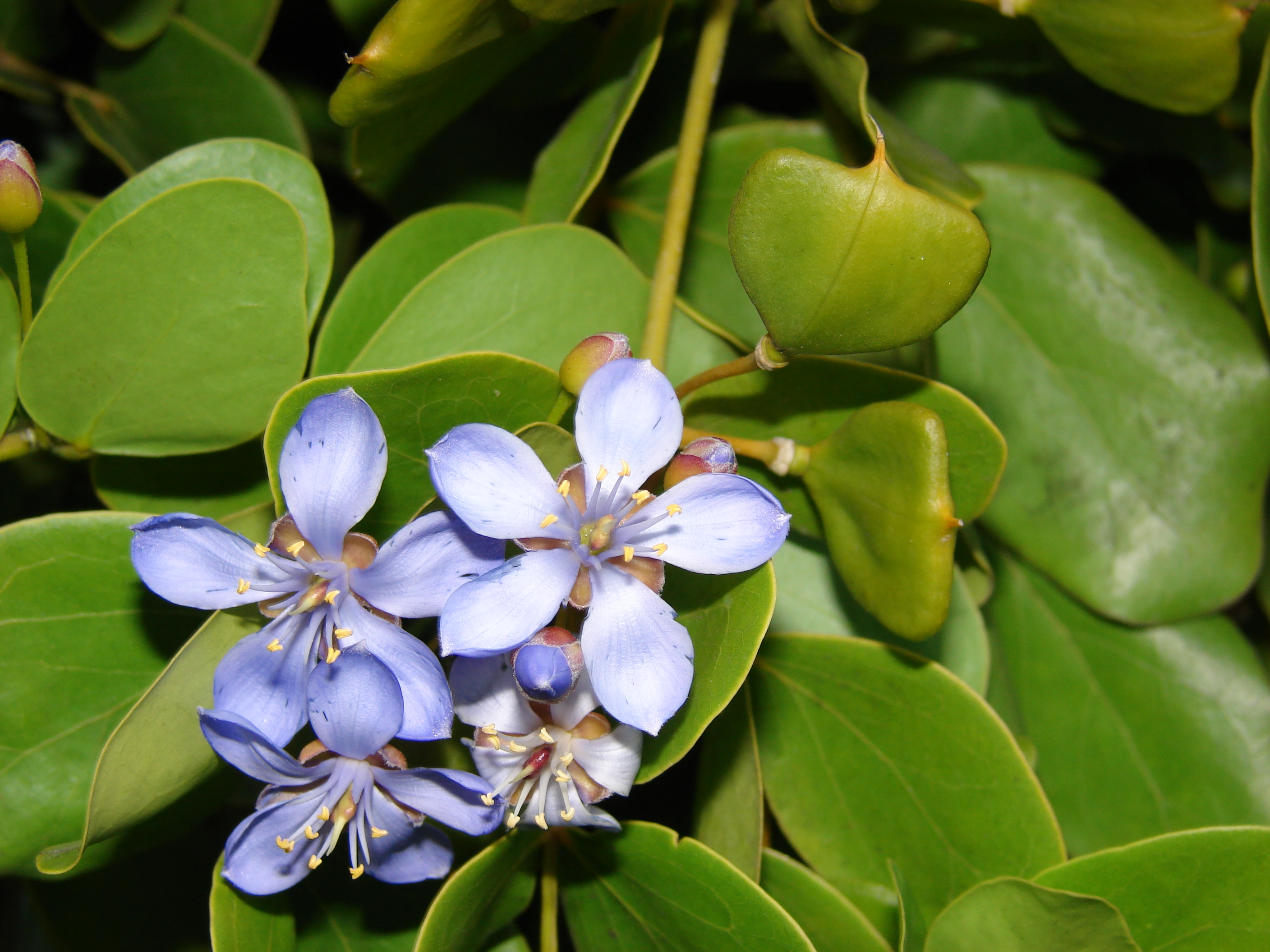
Guaiacum officinale

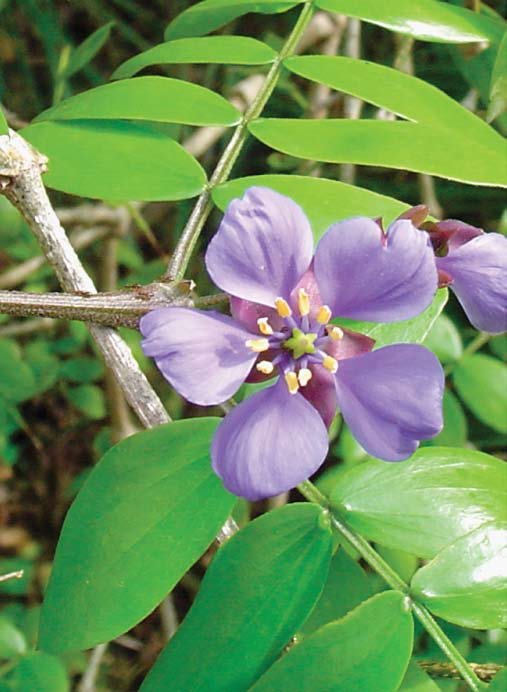
Guaiacum sanctum

## Eigenschaften des Holzes
Das Guajakholz, in der technischen Verwendung meist Pockholz genannt, ist sehr fest, hart und mit einer Dichte von etwa 1,2 bis 1,3 g/cm3 sehr schwer. Es wird neben anderen ähnlichen Holzarten auch als „Eisenholz“ bezeichnet. Des Weiteren ist es brüchig, spaltet schwer und unregelmäßig. Das Kernholz ist dunkelgrünlichbraun und scharf abgegrenzt von einem hellgelblichen Splint umgeben. Das Holz ist widerspänig und lässt sich deshalb nicht hobeln. An älteren, über 20 cm starken Stämmen ist der Splint so schwach, dass er nicht ins Auge fällt. Im Kern und im Splint finden sich abwechselnd hellere und dunklere Schichten, die sehr zahlreiche, an Jahresringe erinnernde Kreise bilden. Der Splint ist geschmacklos; das Kernholz schmeckt schwach aromatisch, ein wenig kratzend und entwickelt beim Erwärmen einen schwachen, angenehmen Geruch. Es ist sehr harzreich (25–27 %).

## Verwendung

### Heilmittel
Bereits in der Mayakultur wurden Abkochungen des Holzes zur Therapie der Geschlechtskrankheit Syphilis eingesetzt. Guaiacum officinale und Guaiacum sanctum liefern das Guajak-Holz (Franzosenholz, Pockholz) sowie das daraus gewonnene Guajakharz. Das Wort Guajak ist westindischen Ursprungs. Der lateinische Name Lignum vitae bezieht sich auf die angeblichen heilenden und lebensverlängernden Eigenschaften dieses im 18. Jahrhundert berühmten Holzes.
Die Anwendung des Holzes lernten die Spanier von den Einheimischen Santo Domingos kennen. Die ersten Aufzeichnungen zur Therapie gegen Syphilis sind im Werk Summario de la natural y General de las Indias (1526) von Gonzalo Fernández de Oviedo y Valdez (1478–1557) zu finden. In Spanien war das Guajakholz gemäß Iwan Bloch schon vor 1504 bekanntgeworden, in Italien 1517. Die Spanier brachten es 1508 unter dem Namen Palo santo (Lignum vitae, Lignum sanctum) nach Europa, wo es noch 1532 sehr teuer war. In seinem 1530 erschienenen Lehrgedicht über die Syphilis schildert Girolamo Fracastoro die Entdeckung des heilsamen, von ihm Hyacus und Huyacus genannten Guajakholzes durch die von der Nymphe Ammerice geleiteten Ureinwohner der Insel Ophyre. In der mythischen Erzählung schildert Fracatoro, wie der auf einer fernen Insel lebende Hirte Syphilus von dem Holz des Wunderbaumes Guajak geheilt wurde. In Europa wurde es 1539 laut dem Tractado contra el mal serpentino von Rodrigo Ruiz Diaz de Isla (1462–ca. 1542) zum ersten Mal gegen Syphilis angewendet. In Deutschland trugen Nicolaus Poll (1517) und Leonhard Schmaus (1518), besonders aber Ulrich von Hutten mit seiner Broschüre De guaiaci medicina et morbo gallico liber unus (Johann Schöffer, Mainz 1519) zur Verbreitung des „heiligen oder indischen Holzes“ bei. Letzterer will nach langem vergeblichem Gebrauch von Quecksilber seine angebliche Heilung von der Syphilis dem „Lebensholz“ verdankt haben; Paracelsus spricht sich aber vehement gegen diese ungewissen Heilmethoden aus. Holz und Rinde wurden noch im 19. Jahrhundert zerkleinert als Mittel gegen Syphilis (als Tee), hartnäckige chronische Exantheme, Rheuma und Gicht verwendet. Seit etwa 1860 wird, im Gegensatz zu Quecksilber, Guajak nicht mehr zur Therapie der Syphilis verwendet.
Der deutsche Ausdruck „Pockholz“ beruht auf dem früheren Einsatz von Extrakten des Holzes als vermeintlich wirksamem Medikament zur Heilung der Pockenkrankheit.
Heutzutage nutzt die pharmazeutische Industrie Guajak-Extrakte für die Zubereitung homöopathischer Präparate.

### Medizinischer Test
Zum Nachweis von nicht direkt sichtbarem Blut im Stuhl von Patienten wird eine kleine Stuhlprobe auf mit Guajakharz getränktes Filterpapier gegeben. Das im Blut vorhandene Hämoglobin wird dann durch eine Reaktion mit Wasserstoffperoxid sichtbar: Der Teststreifen verfärbt sich blau.

### Aroma
Mindestens 20 Tonnen Holz werden in Deutschland jährlich als Aromaessenz für die Zubereitung von Kräuterlikören verbraucht. Darüber hinaus wird das Guajak-Harz als Bestandteil von Räuchermischungen angeboten. Den Düften des Harzes werden sowohl stimulierende als auch beruhigende Einflüsse nachgesagt.

### Verwendung als Holzbauteil
Geschätzte 50 Tonnen des Holzes werden jährlich für spezielle technische Anwendungen eingesetzt. Als eines der härtesten Hölzer überhaupt wurde Pockholz schon vor Jahrhunderten zum Schiffbau – für Belegnägel und Jungfern, als Gleitlager (für Achslager von Schiffspropellern, Wasserkraftwerksturbinen u. ä.), Presswalzen, Kegelkugeln, Mörser und Pistillen, Holzhammer zum Kalfatern etc. verwendet. Es eignet sich für hoch beanspruchte Teile wie Schiffslager, so insbesondere am Rumpfausgang der Schiffswelle zur Schraube, wo es zudem schmierende und wasserdichtende Wirkung hat, Zahnräder und Werkzeuge, zum Beispiel als Hobelsohle für Tischlerhobel. Auch die im friesischen Nationalsport Boßeln benutzten Kugeln werden aus diesem sehr widerstandsfähigen Holz angefertigt, das 23 % schwerer als Wasser ist und daher untergeht.

## Artenschutz
Der internationale Handel mit dem Holz und Harz der Arten des tropischen Guajak- oder Pockholzbaums (Guaiacum) ist nach der Entscheidung der 12. Vertragsstaatenkonferenz zum Schutze gehandelter Tier- und Pflanzenarten (CITES) seit dem 26. November 2002 genehmigungspflichtig. Auf Antrag Deutschlands wurde der bisherige Schutz von zwei Arten des Guajakbaums auf alle Arten der Gattung ausgedehnt. Durch die Aufnahme in den Anhang II der Konvention wird der Handel mit diesem Holz nicht verboten, sondern er wird genehmigungspflichtig. Ziel ist es, den Handel mit den Pockholzarten langfristig naturverträglich zu gestalten.

## Trivia
Obwohl es sich um einen Baum handelt, gelten die Blüten der Art Lignum vitae als Nationalblume Jamaikas und sind auch in dem jamaikanischen Orden Order of Merit zu sehen.